# 平戸 (海防艦)
平戸（ひらと）は、日本海軍が日立桜島で建造した海防艦で、普遍的には択捉型海防艦の9番艦とされている。
海軍省が定めた公式類別では占守型海防艦の13番艦。
この名を持つ帝国海軍の艦船としては、筑摩型防護巡洋艦の「平戸」
に続いて二代目。艦名の由来は長崎県の平戸島から。

## 概要
海防艦平戸（ひらと）は、太平洋戦争で日本海軍が運用した海防艦。択捉型海防艦の9番艦で、日立造船桜島工場で建造され、1943年（昭和18年）9月28日に竣工した。横須賀防備隊に所属したあと、11月1日付で第二海上護衛隊に編入され、横須賀～中部太平洋方面の船団護衛任務に従事した。1944年（昭和19年）3月から松輸送に従事した。5月15日、第一海上護衛隊の指揮下に入る。ヒ68船団護衛中の7月18日、第一海上護衛隊に編入された。
8月中旬からヒ71船団の護衛に従事し、平戸は船団部隊旗艦として空母大鷹や特務艦速吸等の沈没に遭遇した。復航のヒ72船団を護衛中の9月12日、アメリカ潜水艦グロウラーの雷撃により、平戸は駆逐艦敷波や加入船舶と共に撃沈された。

## 艦歴

### 竣工まで
マル急計画の海防艦甲型、第310号艦型の9番艦、仮称艦名第318号艦として計画。1942年（昭和17年）11月2日、大阪鉄工所桜島工場で起工。1943年（昭和18年）5月25日、「平戸」と命名。本籍を横須賀鎮守府と仮定され、占守型海防艦に類別される。6月30日、進水。8月25日、艤装員事務所を設置し、艤装員長に瀬川岩雄少佐が着任。9月28日、竣工。瀬川少佐（平戸艤装員長）は平戸海防艦長となる。同日附で、平戸艤装員事務所は撤去された。本籍を横須賀鎮守府に定められ、横須賀鎮守府の警備海防艦となる。横須賀防備戦隊に編入された。

### 昭和18年の行動
竣工した平戸は横須賀に移動し、訓練を行った後神戸に移動。10月4日、1K型戦時標準貨物船玉洋丸（東洋汽船、5,397トン）を護衛して神戸を出港。5日、長浦に到着。16日、玉洋丸を護衛して長浦を出港。19日、室蘭に到着。21日、平戸は室蘭を出港し、24日に長浦に到着。25日、7025甲船団を護衛して長浦を出港。26日、船団は神戸に到着。31日、8031船団を護衛して神戸を出港。11月1日、船団は長浦に到着。同日、平戸は第四艦隊隷下の第二海上護衛隊に編入される。その後、平戸は横須賀に移動した。
11月13日1100、平戸と駆逐艦雷（第6駆逐隊）は、海軍徴用船山国丸（山下汽船、6,922トン）他輸送船5隻からなる第3113船団を護衛して横須賀を出港する。
航海中の15日、海上護衛総司令部（司令長官及川古志郎海軍大将）の新編にともない、第一海上護衛隊と第二海上護衛隊も総司令部隷下となる。24日、第3113船団部隊はトラックに到着した。平戸はしばらくトラック泊地で待機する。
12月5日、海防艦2隻（平戸、御蔵）は、特設運送船秋葉山丸（三井船舶、4,603トン）と特設運送船(給炭油)総洋丸（東洋汽船、6,081トン）からなる4205乙船団を護衛してトラックを出港する。
7日昼、4205乙船団部隊は北緯13度30分 東経155度20分 / 北緯13.500度 東経155.333度のサイパン島東方400キロ地点でアメリカ潜水艦ポーギー(USS Pogy, SS-266)に発見される。ポーギーは2隻の目標に対して魚雷を4本発射して2本が命中。次いで魚雷をもう2本発射して1本を命中させる。魚雷は総洋丸の機械室他に3本命中し火災を発生させた。総洋丸は航行不能になった。
平戸が爆雷攻撃に入る前に、ポーギーは巧みにこれをかわした。秋葉山丸は御蔵に護衛され、サイパンにむかった。ポーギーは夜になって浮上し、消火に成功したものの航行不能の総洋丸に対して魚雷を2本発射して、2本とも命中させてようやく撃沈した。総洋丸の沈没時間は12月8日0228と記録されている。乗船中の第三運航指揮官も戦死した。

10日、4205乙船団はサイパンに到着した。12日、4205乙船団部隊（平戸、御蔵、秋葉山丸、薩摩山丸）はサイパンを出港した。20日夕刻から夜にかけて、4205乙船団部隊は横須賀に到着した。
12月25日0700、平戸は海軍徴用船松丹丸（松岡汽船、1,999トン）、同葛城山丸（三井船舶、2,428トン）からなる第3225船団を護衛して横須賀を出港する。1944年（昭和19年）1月4日、トラック泊地到着直前に葛城山丸が味方機雷に触れて沈没してしまう。まもなく船団はトラック泊地に到着した。

### 昭和19年の行動
1944年（昭和19年）1月11日、特設運送船御嶽山丸（鏑木汽船、4,441トン）他輸送船3隻からなる第4111船団を、駆逐艦白露（第27駆逐隊）、駆潜艇第29号と共に護衛してトラックを出港する。21日1630、船団は横須賀に到着した。
25日0700、平戸、海防艦石垣、駆潜艇第52号は、海軍徴用船花川丸（川崎汽船、4,739トン）他輸送船2隻からなる第3125甲船団を護衛して横須賀を出港する。30日、船団は北緯21度12分 東経149度28分 / 北緯21.200度 東経149.467度のウラカス島の東方600km地点付近でアメリカ潜水艦スピアフィッシュ(USS Spearfish, SS-190)に発見される。スピアフィッシュは1005に雷撃を行い、特設運送船玉島丸（飯野海運、3,560トン）の右舷中央部に魚雷1本が命中。10時30分、玉島丸は沈没した。
スピアフィッシュは他に護衛艦1隻にも打撃を与えたと判断した。平戸は爆雷46発を投下するが、スピアフィッシュに損害はなかった。2350、対潜掃討の支援のため特設駆潜艇第8京丸（極洋捕鯨、970トン）が船団に合流。31日、第8京丸は船団から分離してサイパンに向かった。2月7日、船団はトラックに到着した。2月9日、輸送船2隻からなる輸送船団(番号なし)を護衛してトラックを出港し、12日にサイパンに到着。その後引き続き船団を護衛して横須賀に戻った。
その後、平戸は東京湾に移動。3月上旬、平戸は松輸送に従事する。第十一水雷戦隊司令官高間完少将座乗の軽巡洋艦「龍田」以下、護衛艦艦艇（軽巡龍田、駆逐艦野分、朝風、夕凪、卯月、海防艦平戸、敷設艇測天、巨済、第20号掃海艇）は、陸軍輸送船高岡丸（日本郵船、7,006トン）他輸送船11隻からなる東松二号船団を護衛、サイパン・グアム方面への船団護衛任務に就くことになった。船団は3月12日未明に木更津沖錨地を出港した。13日未明、旗艦龍田および輸送船国陽丸はアメリカ潜水艦サンドランス(USS Sand Lance, SS-381)の雷撃により沈没する（国陽丸沈没0329、龍田沈没1536）。
卯月と平戸は米潜水艦に対し爆雷攻撃を行い、この間に高間司令官（東松二号船団指揮官）は龍田から駆逐艦野分に移乗して旗艦を変更した。
横須賀鎮守府部隊は艦艇や航空機による支援を実施する。
龍田生存者は卯月から夕雲型駆逐艦玉波に移乗した。
平戸は国陽丸の生存者を救助した後、玉波と共に東京湾に戻った。
3月22日、平戸は海軍徴用船乾安丸（乾汽船、3,129トン）他輸送船11隻からなる東松三号輸送船団に所属して東京湾を出撃する。船団旗艦は、修理を終えたばかりの軽巡洋艦夕張（船団部隊指揮官、第一特設船団司令官伊集院松治少将）。
夕張以外の護衛艦艇は、駆逐艦（旗風、雷、玉波）、海防艦（平戸、能美）、水雷艇鴻、駆潜艇3隻。25日、駆潜艇54号がアメリカ潜水艦ポラック(USS Pollack, SS-180)に撃沈される。平戸は対潜掃蕩をおこなった。
27日、平戸は硫黄島南方で敵潜水艦撃沈を報告した。
28日、パラオ行船団（護衛艦〈玉波、平戸、能美〉、船舶〈辰浦丸、乾安丸、富津丸、長白山丸、南洋丸、早埼〉）はサイパン行船団（夕張他、3月30日着）と分離する。だが米軍機動部隊出現の報によりパラオ行船団（玉波以下）も4月2日サイパンに避退した。
4月7日、船団はサイパンを出港し、米軍機動部隊来襲の情報により、船団はヤップ島に避泊したあと、14日パラオに到着した。
5月15日、平戸は第一海上護衛隊の作戦指揮下にはいった。
5月28日0600、平戸、特設砲艦華山丸（東亜海運、2,103トン）、急設網艦白鷹は、貨物船豊岡丸（鏑木汽船、7,097トン）他輸送船5隻からなるマユ02船団を護衛してマニラを出港した。6月1日0400、マユ02船団部隊は海南島楡林に到着した。
3日1920、護衛隊3隻（平戸、華山丸、白鷹）は、豊岡丸他輸送船9隻からなるテ06A船団を護衛して楡林を出港する。13日、船団は門司に到着した。0800、特設運送船万光丸（日本郵船、4,471トン）を護衛して門司を出港し、同日中に佐世保に到着、佐世保海軍工廠で修理をおこなう。
20日、平戸は佐世保から門司に移動する。1930、特設運送船浅香丸（日本郵船、7,398トン）他輸送船11隻からなるヒ67船団を、駆逐艦朝顔、呉竹、海防艦平戸、倉橋、第2号、5号、13号、急設網艦白鷹が護衛して門司を出港する。
29日、ヒ67船団部隊は北緯17度13分 東経118度18分 / 北緯17.217度 東経118.300度のルソン島サンフェルナンド沖で、アメリカ潜水艦バング(USS Bang, SS-385)に発見される。バングは1517にヒ67船団部隊に向けて魚雷を5本発射。特設運送船みりい丸（三菱汽船、10,564トン）の左舷船橋下、陸軍配当船さらわく丸（三菱汽船、5,135トン）の左舷船首にそれぞれ1本ずつ命中した。みりい丸、さらわく丸とも損傷したが、沈没は免れた。攻撃後、バングは125発もの爆雷を投下されたものの被害はなく、浮上した時には船団の姿は消えていた。30日1900、ヒ67船団部隊はマニラに到着した。7月3日0600、損傷したさらわく丸、みりい丸他マニラ止まりの輸送船2隻を分離したヒ67船団部隊はマニラを出港する。9日1640、シンガポール（昭南）に到着した。
7月14日0720、海防艦平戸、倉橋、第13号、20号、28号、急設網艦白鷹は、特設運送艦聖川丸（川崎汽船、6,862トン）他輸送船6隻からなるヒ68船団を護衛してシンガポールを出港する。航海中の7月18日、第二海上護衛隊の解隊に伴い、平戸は第一海上護衛隊に編入される。20日1300、ヒ68船団部隊はマニラに寄港した。
この時、軽空母3隻（神鷹、大鷹、海鷹）による第一航空艦隊むけ航空機輸送をかねたヒ69船団部隊がマニラに到着した。
加入船の顔ぶれを一部改め、海防艦草垣と大鷹がヒ68船団に加入、23日0600にマニラを出港した。11.5ノットの速力で北上したが、25日に至ってアメリカ潜水艦アングラー(USS Angler, SS-240)、フラッシャー(USS Flasher, SS-249)およびクレヴァル(USS Crevalle, SS-291)からなるウルフパックの攻撃を受ける。
この攻撃で陸軍輸送船安芸丸（日本郵船、11,409トン）および東山丸（大阪商船、8,666トン）、逓信省標準TM型タンカー大鳥山丸（三井船舶、5,280トン）が沈没し、聖川丸が損傷するという被害に見舞われた。平戸は損傷により後落した聖川丸を護衛した。27日1100、ヒ68船団部隊は台湾高雄に到着する。聖川丸と平戸は正午過ぎに到着した。ここで損傷した聖川丸他輸送船2隻が分離、草垣も台湾に残った。28日2000、ヒ68船団部隊は高雄を出港した。8月3日、ヒ68船団部隊は門司に到着した。ヒ68船団部隊に参加した海防艦各艦は、佐世保海軍工廠で修理をおこなう。
8月9日1600、平戸は佐世保を出港し、2230に伊万里湾に到着した。10日0500、特設運送船(給油)旭東丸（飯野海運、10,051トン）や給糧艦伊良湖など、タンカーおよび輸送船合計20隻からなるヒ71船団を、大鷹型航空母艦大鷹、夕雲型駆逐艦藤波（第32駆逐隊）、神風型駆逐艦夕凪（第30駆逐隊）、海防艦平戸（梶岡少将旗艦）、倉橋、御蔵、昭南、第11号という戦力が護衛して伊万里湾を出港した。
平戸には第六護衛船団司令部が乗り込み、梶岡定道海軍少将がヒ71船団部隊の指揮を執った。
15日1830、船団は馬公に寄港して加入船の顔ぶれを一部改め、17日0800に出港する。本船団の重要性を考慮し、駆逐艦朝風と佐渡艦長指揮下の第三掃蕩小隊（佐渡、松輪、日振、択捉）が追加された。
しかし、18日明け方にヒ71船団部隊はアメリカ潜水艦レッドフィッシュ(USS Redfish, SS-395)の攻撃を受け、タンカー永洋丸（日本油槽船、8,673トン）が損傷、夕凪の護衛下で台湾高雄市に撤退した。
同日夜から翌19日朝にかけて、レッドフィッシュの通報で集まってきた米潜ラッシャー(USS Rasher, SS-269)、ブルーフィッシュ(USS Bluefish, SS-222)の2隻からなるウルフパックと、単独で哨戒中に通報を受けた米潜スペードフィッシュ(USS Spadefish, SS-411)の攻撃を受ける。
この攻撃で空母大鷹、給油艦速吸、貨客船帝亜丸（帝国船舶、17,537トン）、陸軍特殊船玉津丸（大阪商船、9,590トン）、特設運送船(給油)帝洋丸（日東汽船、9,850トン）が沈没し、特設運送船能代丸（日本郵船、7,184トン）、貨客船阿波丸（日本郵船、11,249トン）が損傷するという被害に見舞われた。
船団各船はばらばらになり、サンフェルナンドに集結するよう命令を受けて19日正午までに集まったのは輸送船5隻と護衛艦4隻だけだった。21日0637に船団はサンフェルナンドを出港し、午後7時頃マニラに到着した。
その他の船はバラバラにマニラへ到着した。また、対潜掃討を終えて船団に合流するべくマニラに向かっていた海防艦松輪、佐渡、日振は、22日早朝、マニラ入港直前にアメリカ潜水艦ハーダー(USS Harder, SS-257)とハッド(USS Haddo, SS-255)の攻撃を受けて全滅した。マニラで加入船の顔ぶれを改めた船団は25日1650にマニラを出港。途中でミリ行きの艦船を分離し、9月1日午後2時に昭南に到着した。

### 沈没

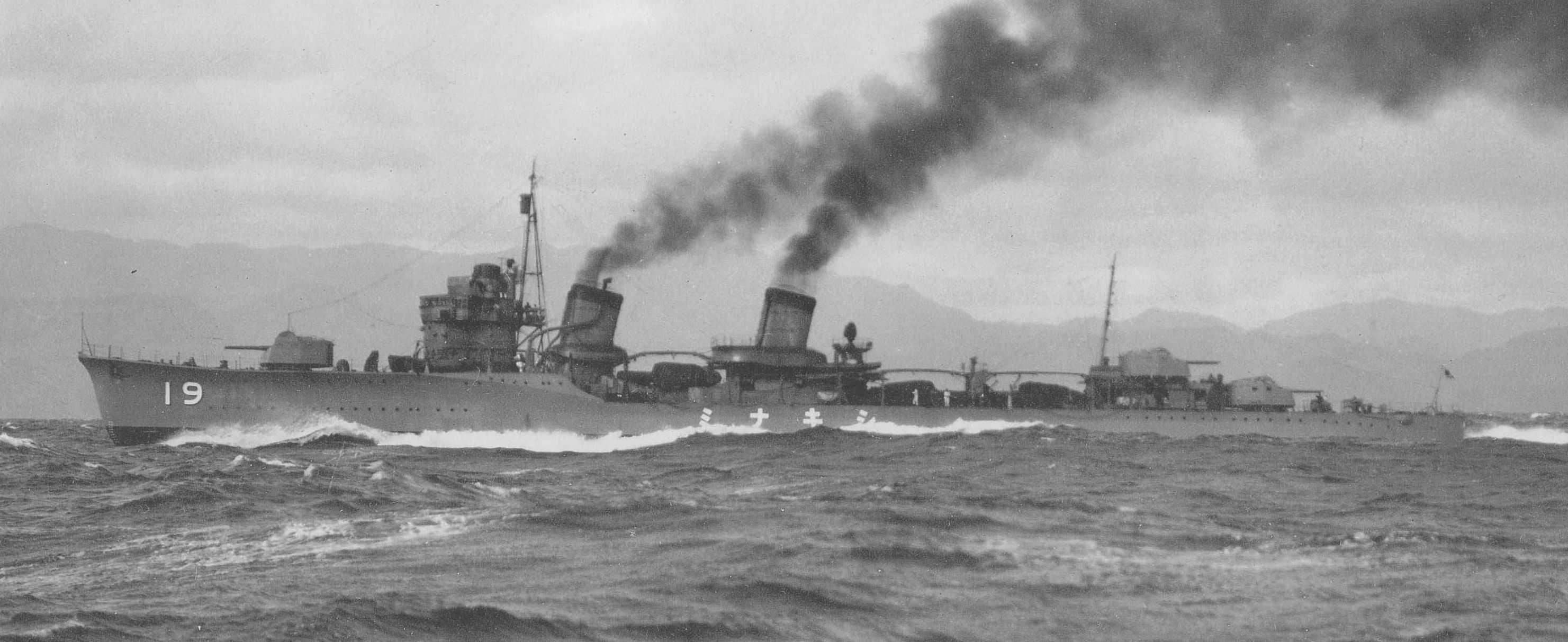
駆逐艦敷波

9月6日0630、浅香丸他輸送船5隻、護衛隊5隻（平戸、倉橋、御蔵、第11号海防艦、敷波）から成るヒ72船団部隊はシンガポールを出港した。平戸には引き続き第六護衛船団司令部（司令官梶岡定道少将）が乗り込み、船団護衛部隊の指揮を執った。駆逐艦敷波（第19駆逐隊）は損傷を内地の呉海軍工廠で修理する予定であり、船団護衛に協力するよう命じられていた。
9月11日、陸軍特殊船吉備津丸（日本郵船、9,574トン）他輸送船2隻からなるマモ03船団と護衛の第19号駆潜艇が船団に合流した。
9月12日未明、船団は27km離れた位置にいたアメリカ潜水艦グロウラー(USS Growler, SS-215)のレーダーに探知される。グロウラーは米潜パンパニト (USS Pampanito, SS-383) 、シーライオン (USS Sealion, SS-315) とウルフパック "Ben's Busters"（ベンの退治人たち） を構成していた。グロウラーは戦闘配置を下命。グロウラーは船団のほぼ正面に位置し、0155、グロウラーは正面の「駆逐艦」に対して魚雷を3本発射。うち1本が平戸に命中。平戸は閃光を発し、水柱が消えると同時にその姿を消した。第六護衛船団司令官も戦死した。
護衛部隊旗艦を失って混乱しバラバラになった船団各船は、同日夜明けごろから夜にかけて、米潜シーライオン、パンパニトの攻撃を受ける。
この攻撃で海軍徴用船南海丸（大阪商船、8,416トン）と貨客船楽洋丸（南洋海運、9,418トン）、陸軍配当船勝鬨丸（拿捕船/日本郵船委託、10,509トン/旧米船President Harrison）、1TM型戦時標準タンカー瑞鳳丸（飯野海運、5,135トン）が沈没するという被害に見舞われた。
御蔵や倉橋が反撃を試みたが、12日朝、海南島東方250浬で敷波がグロウラーに撃沈される。船団は各船ばらばらのまま、13日に海南島三亜に到着した。平戸では、第六護衛船団司令官梶岡定道少将、海防艦長瀬川岩雄少佐以下乗員106名が戦死。第6護衛船団司令部職員26名、乗員74名が救助されたが、そのうち乗員7名が沈没時の負傷がもとで死亡した。平戸の沈没地点は海南島東方沖、北緯18度15分 東経114度20分 / 北緯18.250度 東経114.333度。
1944年（昭和19年）11月10日、平戸は帝国海防艦籍と占守型海防艦からのぞかれた。平戸の艦名は海上自衛隊の掃海艇「ひらど」に引き継がれた。

## 海防艦長
艤装員長
1. 瀬川岩雄 少佐:1943年8月25日[13] - 1943年9月28日[15]

海防艦長
1. 瀬川岩雄少佐：1943年9月28日[15] - 1944年9月12日 - 戦死。同日、海軍中佐に特進。

### 注
1. ↑  これは法令上の定員数であり、特修兵、その他臨時増置された人員を含まない。
2. ↑  一部二次資料では「平戸（ひらど）」[1]と表記する。
3. ↑  東松二号船団では、旗艦龍田と輸送船1隻が撃沈された際に救援をおこない、僚艦と共に東京湾に引き返した。あらためて東松三号船団に加わった。
4. ↑  大阪鉄工所の社号は1943年3月11日消滅し、日立造船の一部門となる。
5. ↑  船舶（乾洋丸、君島丸、山國丸、昭榮丸、常島丸、第十八眞丸）、護衛（平戸、雷）[19]。
6. ↑  (12月5日、天候略)｜一、平戸、御藏 二隻 四二〇五船舩団(總洋丸、秋葉山丸)ヲ護衛一一〇五横須賀ニ向ケトラック發(以下略)｜一、〇八〇〇ヨリ當部ニ於テ四二〇五甲船団護衛打合セ実施[27]。
7. ↑  特設潜水母艦靖国丸（日本郵船、11,933トン）と給糧艦伊良湖は、軽空母千歳と第16駆逐隊（雪風、天津風）に護衛され、12月7日朝にトラック泊地を出発して横須賀にむかった[30]。
8. ↑  (12月7日、天候略)(中略)｜一、一四〇〇平戸、御藏 四二〇五乙津船団護衛中 總洋丸北緯一三度三〇分東経一五五度二〇分ニテ雷撃ヲ受ケ航行不能 平戸直ニ敵潜掃蕩実施人員救助ニ當ル 御蔵秋葉山丸ヲ護衛サイパンニ向フ/一、効果不明／二、一四四三 平戸 總洋丸警戒中敵潜ノ雷撃二ヲ受クモ被害ナシ直ニ制圧実施重油多量湧出ス/二、効果不明 [33]。
9. ↑  (12月10日、天候略)(中略)｜一、御藏、秋葉山丸ヲ護衛シ〇六〇〇サイパン着(中略)七、平戸 四二〇五乙船団護衛一五三五サイパン着(以下略) [37]。
10. ↑  (12月12日、天候略)(中略)｜四、平戸 御藏 四二〇五津船団(秋葉山丸 薩摩丸)ヲ護衛〇八〇〇横須賀ニ向ケサイパン發(以下略)[39]。
11. ↑  (12月25日、天候略)(中略)｜三、平戸 三二二五船団(葛城丸)ヲ護衛〇七〇〇トラックニ向ケ横須賀發(以下略)[41]。
12. ↑  『戦史叢書62巻』付表第5の第3225船団編成では、船舶（葛城丸）、護衛（平戸）とする[38]。
13. ↑  トラック発横須賀行は頭文字「4」船団、トラック発パラオ行は「7」船団、『戦史叢書62巻』付表第五では、4111船団は加入船舶4隻（船名未記載）と駆潜艇29号と記述する[38]。
14. ↑  ヒ69船団部隊の指揮官は第五護衛船団司令官吉富説三少将[83]。旗艦香椎[84]、空母神鷹（対潜哨戒兼務航空機輸送）、海防艦佐渡、千振、第七号、第十七号（雷撃されて損傷[85]、高雄回航）、特設巡洋艦日貢丸やタンカー12隻など[86][87]。
15. ↑  海防艦松輪と草垣により敵潜水艦掃蕩小隊が編成された[94]。このあと草垣は潜水艦ギターロに撃沈された[95]。
16. ↑  第二水雷戦隊・第32駆逐隊の藤波はタンカー旭東丸の護衛を兼ね、第一遊撃部隊が集結しているリンガ泊地への進出を命じられていた[101]。
17. ↑  大井篤はヒ71船団の護衛艦艇に第39号駆潜艇を加えているが[105]、同艇は1944年2月16日にすでに戦没している[106][107]。
18. ↑  敷波は南西方面艦隊隷下の第十六戦隊（司令官左近允尚正少将、旗艦「青葉」）所属。訓練中に座礁して損傷し、シンガポールで応急修理をおこなっていた[128]。
19. ↑  『南海丸戦闘詳報』では第19号駆潜特務艇となっている(#南海丸、画像44-46枚目)。また、マモ03船団の護衛3隻は反転してマニラに帰投。
20. ↑  (二)ヒ七二船団ハ六日昭南発門司ニ向ケ航行中十二日〇一五九北緯一八度二分東経一一四度三五分ニ於テ平戸被雷沈没(護衛船団司令官戰死)御藏倉橋ハ敵潜掃蕩ニ残リ舩団ハ西方ニ避退中〇五三〇敵潜ノ攻撃ヲ受ケ南海丸沈没 樂洋丸中破航行不能(一八二三沈没)〇六五五敷波被雷轟沈セシヲ以テ「マニラ」ヨリ海二〇 海一〇 海一八 ヲ急派スルト共ニ船団ハ韜晦航路ヲトリ三亜ニ避泊ヲ命シタルモ更二二五〇瑞鳳丸 勝鬨丸被雷沈没(運航指揮官戰死)セシ爲船団ハ自ラ分散ノ儘三亜ニ入港セリ 三亜ニ於テ船団ヲ建直シ船団部隊指揮官ヲ浅香丸指揮官トシ海二〇 海一〇 海一八(十五日一〇三〇 三亜着)ヲ加入 第一分団(浅香丸 香久丸 護國丸 吉備津丸 護衛艦五隻)ハ門司ニ 第二分団(新潮丸 駆一九 特駆開南丸)ハ高雄ニ向ケ發航セシメタリ[133]
21. ↑  日本側記録では、敷波の沈没時間6時12分、沈没地点北緯18度35分 東経114度30分 / 北緯18.583度 東経114.500度[138]。